# 无肋凤尾藓
无肋凤尾藓（学名：Fissidens hyalinus）为凤尾藓科凤尾藓属下的一个种。

## 扩展阅读
- 維基物種上的相關：无肋凤尾藓